# SILVER ROAD 〜REMIX〜
『SILVER ROAD 〜REMIX〜』（シルバー・ロード リミックス）は、2007年7月18日にリリースされた、ロードオブメジャーのリミックス・アルバム。

## 概要
ベスト・アルバム「GOLDEN ROAD 〜BEST〜」から4ヶ月ぶりのアルバム。DVD「GOLDEN ROAD FILMS」と同日発売。この2作品発売後の解散となった。
ノンストップリミックスであることから曲の長さは2分以内のため『Aメロ（又はBメロ）＋サビ』などで収録されている曲が多く、『GOLDEN ROAD 〜BEST〜』収録バージョンとは全て異なる。

## 収録曲
1. 大切なもの (1:03)[1]
「大切なもの」より
2. 雑走 (1:26)[1]
「雑走/足跡」より
3. 僕らだけの歌 (1:34)[1]
「僕らだけの歌」より
4. 君がため (1:16)[1]
『ROAD OF MAJOR』より
5. 心絵 (1:29)[1]
「心絵」より
6. 偶然という名の必然 (1:32)[1]
「偶然という名の必然」より
7. 親愛なるあなたへ... (1:54)[1]
「親愛なるあなたへ...」より
8. 蒼天に向かって (1:07)[1]
「蒼天に向かって」より
9. さらば碧き面影 (1:09)[1]
「さらば碧き面影」より
10. ENERGY (1:36)[1]
「ENERGY」より
11. apassionado (1:00)[1]
「親愛なるあなたへ...」より
収録曲の中で唯一オリジナルバージョンより長い（オリジナルは41秒）。
12. はじまりの場所 (1:22)[1]
「大切なもの」より
13. row,row,row (1:41)[1]
『ROAD OF MAJOR』より
14. スコール (1:07)[1]
『ROAD OF MAJOR』より
15. 風歌 (1:42)[1]
「親愛なるあなたへ...」より
16. Evolving!! (1:29)[1]
『ROAD OF MAJOR II』より
17. 月の葉書 (1:43)[1]
「偶然という名の必然」より
18. PLAY THE GAME (1:27)[1]
「PLAY THE GAME」より
19. 僕らの夜明け前 (1:23)[1]
「ENERGY」より